# Araucaria muelleri
Araucaria muelleri ist eine Pflanzenart aus der Gattung der Araukarien (Araucaria). Es handelt sich um einen stark gefährdeten Endemiten der zu Neukaledonien gehörenden Insel Grande Terre.

## Beschreibung
Araucaria muelleri wächst als immergrüner Baum, der Wuchshöhen von 10 bis 25 Meter erreichen kann. Die Form der Krone ähnelt einem Kronleuchter. Die graue Borke blättert in dünnen Streifen oder Schuppen ab. Die Äste erreichen Durchmesser von 3 bis 5 Zentimeter.
An jungen Exemplaren sind die Blätter schuppenartig und besitzen eine spitz zulaufende Spitze. Sie sind bei einer Länge von 2 bis 2,5 Zentimeter dreieckig geformt. An älteren Exemplaren sind die sich dachziegelartig überdeckenden, schuppenartigen Blätter bei einer Länge von 3 bis 3,5 Zentimeter und einer Breite von 1,5 bis 2 Zentimeter dreieckig mit einer ausgeprägten Mittelrippe. Die eingekrümmte Spitze ist spitz.
Die männlichen Blütenzapfen sind bei einer Länge von 13 bis 25 Zentimeter und einem Durchmesser von 2,8 bis 3,7 Zentimeter zylindrisch geformt. Sie enthalten spitze Mikrosporophylle mit 20 Pollensäcken. Die weiblichen Zapfen besitzen eine Länge von 11 bis 15 Zentimeter und einen Durchmesser von 8 bis 10 Zentimeter. Der bei einer Größe von 3 bis 3,2 Zentimeter dreieckige Samen besitzt einen kurzen und breiten Flügel.

## Vorkommen
Das natürliche Verbreitungsgebiet von Araucaria muelleri liegt im Süden der zu Neukaledonien gehörenden Insel Grande Terre. Es erstreckt sich vom Mont Koghis bis zum Mont des Sources.
Araucaria muelleri gedeiht in Höhenlagen zwischen 150 und 1400 Metern. Die Art wächst auf Böden, die sich auf ultramafischem Gestein entwickeln. Sie kommt vor allem in hohen Dickichten vor. Seltener findet man sie auch in Regenwäldern.

## Systematik
Araucaria muelleri gehört zur Sektion Eutacta innerhalb der Gattung der Araukarien (Araucaria). Die Erstbeschreibung als Eutacta muelleri erfolgte 1867 durch Élie-Abel Carrière  in Traité général des conifères, 2, S. 864. Adolphe Brongniart und Jean Antoine Arthur Gris überführten diese Art 1870 in Annales des Sciences Naturelles; Botanique, sér. 5, 13, S. 362 in die Gattung Araucaria.

## Gefährdung und Schutz
Araucaria muelleri wird in der Roten Liste der IUCN als „stark gefährdet“ geführt. Die größte Population umfasst mehr als 2000 Bäume. Die meisten anderen Bestände umfassen weniger als 200 oder sogar weniger als 20 Bäume. Da zwischen vielen Beständen große Entfernungen bestehen, ist ein genetischer Austausch oder eine Wiederbevölkerung aus anderen Teilen des Verbreitungsgebietes kaum möglich. Als Hauptgefährdungsgrund werden der Bergbau und die damit verbundenen Aktivitäten, wie Straßenbau und Abraumlager, genannt. Weiters stellen Waldbrände eine Gefahr dar.